# Cena detaliczna
Cena detaliczna – cena jednostkowa, za którą konsumentowi oferowany jest dany produkt lub usługa.
Jest zwykle wyższa od ceny hurtowej o marżę detaliczną, która pokrywa koszty (przechowywanie towaru, wolniejsza rotacja) i zapewnia zysk w placówce handlu detalicznego.